# Perissocentrus striatulus
Perissocentrus striatulus is een vliesvleugelig insect uit de familie Torymidae. De wetenschappelijke naam is voor het eerst geldig gepubliceerd in 1992 door Grissell.